# Yoneko Sakai
Yoneko Sakai (25 de noviembre de 1898 – 15 de octubre de 1958; en japonés, 酒井米子; en kana, さかい よねこ) fue una actriz japonesa en teatro y en películas mudas, conocida por interpretar papeles de «vampiresa».

## Carrera
Sakai comenzó su carrera como actriz de niña, participando en una obra de George Bernard Shaw a los doce años. Comenzó a actuar en películas en 1920. Intervino en más de 100 películas mudas y en varias más de la era sonora. Se unió al estudio Nikkatsu, y trabajó con directores como Eijiro Nagatomi, Tsuji Kichiro, Murata Minoru, Daisuke Itō y Kenji Mizoguchi. Su última película fue Kyobyô den (1938).
Sakai fue considerada una "estrella de cine". Apareció en historias históricas de época, y era conocida por interpretar papeles de "vampiresa". Viajó a Corea para encontrarse con fanáticos de allí. Modeló vestidos para grandes almacenes japoneses.

## Vida personal
Sakai tuvo un hijo y una hija. Murió en 1958, a los 59 años.